# Koji Komuro
Koji Komuro (小室 宏二, Komuro Koji, né le 29 juillet 1977) est un judoka japonais, spécialiste des techniques au sol et réputé en particulier pour sa maîtrise de sode guruma jime.
En 2010, après avoir remporté une première fois le championnat du monde de judo vétéran et un championnat du monde de kata (katame no kata), il devient le premier judoka à obtenir un titre mondial à la fois en shiai (compétition pure) et en kata.

## Influence de maître Hirata et du kosen judo
Koji Komuro aurait été envoyé à l'âge de 5 ans au Yukodan Mandai dojo par ses parents pour lui apprendre la discipline, avant d'être formé au lycée Adachi Gakuen par Tsutomu Tokuhara ainsi que par le maître de Kosen judo Kanae Hirata. Il rejoint ensuite l'université Tsukuba où il est entrainé par Koji Komata. Selon Koji Komuro, les techniques de Kosen judo apprises au lycée Adachi Gakuen forment les fondamentaux de sa technique au sol, ayant ensuite développé à l'université sa vision personnelle du ne waza.
Son style est marqué par son usage des sutemi (techniques de projection par sacrifice) comme tomoe nage ou yoko tomoe nage, et son emploi récurrent de techniques de soumissions telles que jujigatame (clef de bras en croix) et surtout sode guruma jime (étranglement en cercle avec les manches). 

## Palmarès et carrière d'instructeur

### Palmarès en judo
Les premières réussites de Koji Komuro incluent une médaille d'or au tournoi international junior de Créteil en 1995 et un titre de champion du Japon junior (moins de 60 kg) en 1996.
Sa carrière d'adulte commence en 1999 avec une médaille de bronze à la Coupe Kodokan (moins de 66 kg) qui lui permet d'être sélectionné parmi les judokas soutenu par la fédération japonaise. Il remporte ensuite plusieurs tournois et championnats internationaux dans sa catégorie (moins de 66 kg) tels que la Budapest Bank Cup en 2000, le tournoi international de Sungkop, et le Pacific Rim Judo Championships en 2001. Lors de l'open de Budapest, Koji Komuro remporte tous ses matchs par ippon dont trois avec sode guruma jime.
Les années suivantes sont marquées par son investissement dans des compétitions dans d'autres disciplines en parallèle de sa carrière d'instructeur de judo, étant employé à plein temps comme instructeur par le Kōdōkan à partir de 2006 puis par la Tokyo City University Junior and Senior High school à partir de 2009.
Il fera toutefois un retour notable en judo de compétition en remportant deux médailles d'or au championnat du monde de judo vétéran (2010 et 2017) et une médaille d'or au championnat du monde de kata (catégorie Katame no kata, avec pour partenaire Takano Kenji). En 2010, il devient ainsi le premier judoka à remporter un championnat du monde à la fois en shiai (compétition pure) et en kata.
| Date | Compétition                                               | Résultat |
| ---- | --------------------------------------------------------- | -------- |
| 1996 | Championnats du Japon juniors (moins de 60 kg)            | 1er      |
| 2001 | Championnats internationaux du Pacifique (moins de 66 kg) | 1er      |
| 2010 | Championnats du monde vétérans (moins de 66 kg)           | 1er      |
| 2010 | Championnats du monde de kata (katame no kata)            | 1er      |
| 2017 | Championnats du monde vétérans (moins de 73 kg)           | 1er      |

### Palmarès dans d'autres disciplines
Prônant « l'ouverture d'esprit » envers les différents arts martiaux, Koji Komuro a aussi pratiqué le jiujitsu brésilien et a obtenu sa ceinture noire en 2005 de Yuki Nakai qui se trouve être un ancien judoka également élève de maître Kanae Hirata. Koji Komuro ne se définit pas comme un pratiquant de jiujitsu brésilien, et considère sa participation aux tournois de jiujitsu brésilien « comme un entraînement additionnel en judo ne waza », se concentrant sur « l'explosivité et de rapides transitions entre les techniques debout et au sol plutôt que pratiquer des techniques interdites par les règles du judo de compétition telles que les clefs de jambe »<.
Les résultats de Koji Komuro dans d'autres disciplines (shooto, jiujitsu brésilien, grappling) incluent notamment : 
- deuxième place (moins de 68 kg) au Rickson Gracie's Budo Challenge (2005), perdant aux points face à Leonardo Viera (Brésil)[8] ;
- médaille d'or au All Japan BJJ Team Championships (5 contre 5) (2005)[7]  ;
- médaille d'or (toutes catégories de poids, ceinture marron) à la Isami Cup (2003)[7]  ;
- médaille d'or (moins de 67 kg, ceinture violette) au BJJ Campéon Japonese, toutes les rencontres remportées par soumission[7]  ;
- médaille d'or (poids légers) au Eastern Japan Amateur Shooto Freshman Tournament[7]  ;
- plusieurs participations aux tournois de grappling The Contenders, étant victorieux en 2002 au The Contenders X-Rage vol.2 (contre Jiro Wakabayashi) et au Contenders 7 (contre Takumi Yano, avec sode guruma jime), ainsi qu'en 2003 au Contenders 8 (contre Katsuya Toida, encore avec sode guruma jime)[7].